# Lourival Holanda
Lourival de Holanda Barros (Bodocó, 1950) é um crítico literário, professor e filósofo brasileiro.

## Formação
- Graduado em Filosofia pela Université Paris 8 - Vincennes-Saint-Denis, em 1976;[2][3]
- Mestrado em Letras pela Universidade de São Paulo, em 1986;[2][3]
- Doutorado em Letras pela Universidade de São Paulo, em 1992.[2][3]

## Profissão
- Professor da Universidade Federal do Amazonas, 1976-1995.[2]
- Professor da Universidade Federal de Pernambuco,[2] aposentado.[4]
- Diretor da Editora Universitária.[5]
- Conselheiro da Companhia Editora de Pernambuco (CEPE)[2]
- Professor na Aliança Francesa em Pernambuco[2]

## Atuação literária e cultural
- Membro da Academia Pernambucana de Letras, ocupando a Cadeira 4.[nota 1]
- Membro do Instituto Arqueológico, Histórico e Geográfico Pernambucano[7]

## Livros publicados
Entre suas publicações, destacam-se:

### Autor
- Sob o signo do silêncio. São Paulo: EDUSP, 1992[7]
- Fato e fábula. São Paulo, EDUSP, 1999[7]
- O jogo literário e suas regras. São Paulo: 2007[3]
- Joaquim Nabuco: A busca do equilíbrio. Recife: 2010[nota 2]
- Realidade inominada - Ensaios e aproximações. Recife: CEPE, 2019. ISBN 9788578587628
- Um homem livre: Montaigne. Portela, Portugal: Edições Astrolábio, 2023[8][9][10]

### Organizador
- Coletânea Osman Lins de contos Vol 1. Recife: Fundação de Cultura, 2005
- Coletânea Osman Lins de contos Vol 2. Recife: Prefeitura do Recife, 2006
- Álvaro Lins: Ensaios de crítica literária e cultural. Recife: Editora Universitária UFPE, 2007
- O fim da velhice: A superação bem humorada de um preconceito. Recife: 2008[nota 3]
- Deslocamentos críticos. Ed. Babel, 2011[7]